# Naja mandalayensis

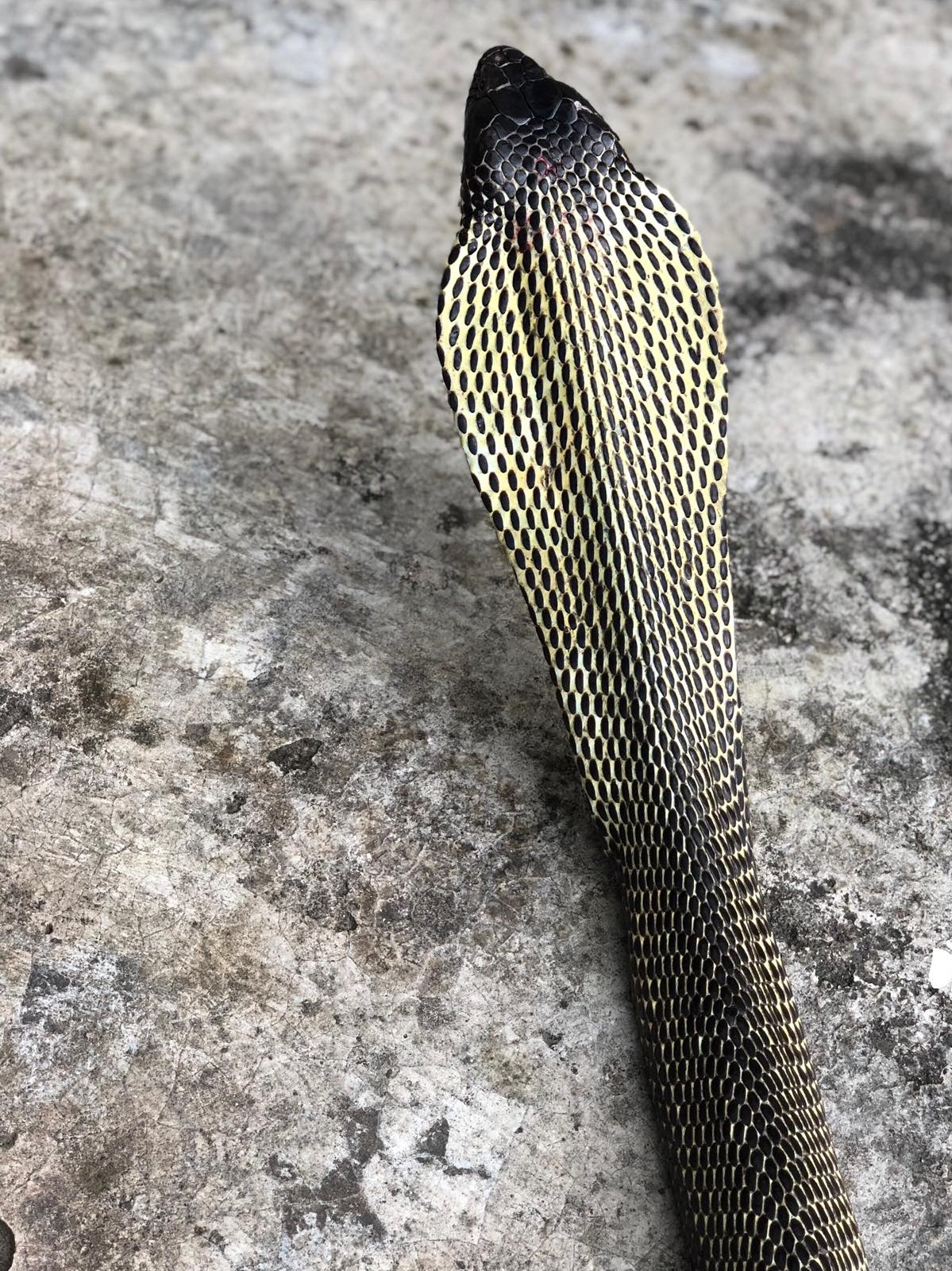
Rückenansicht

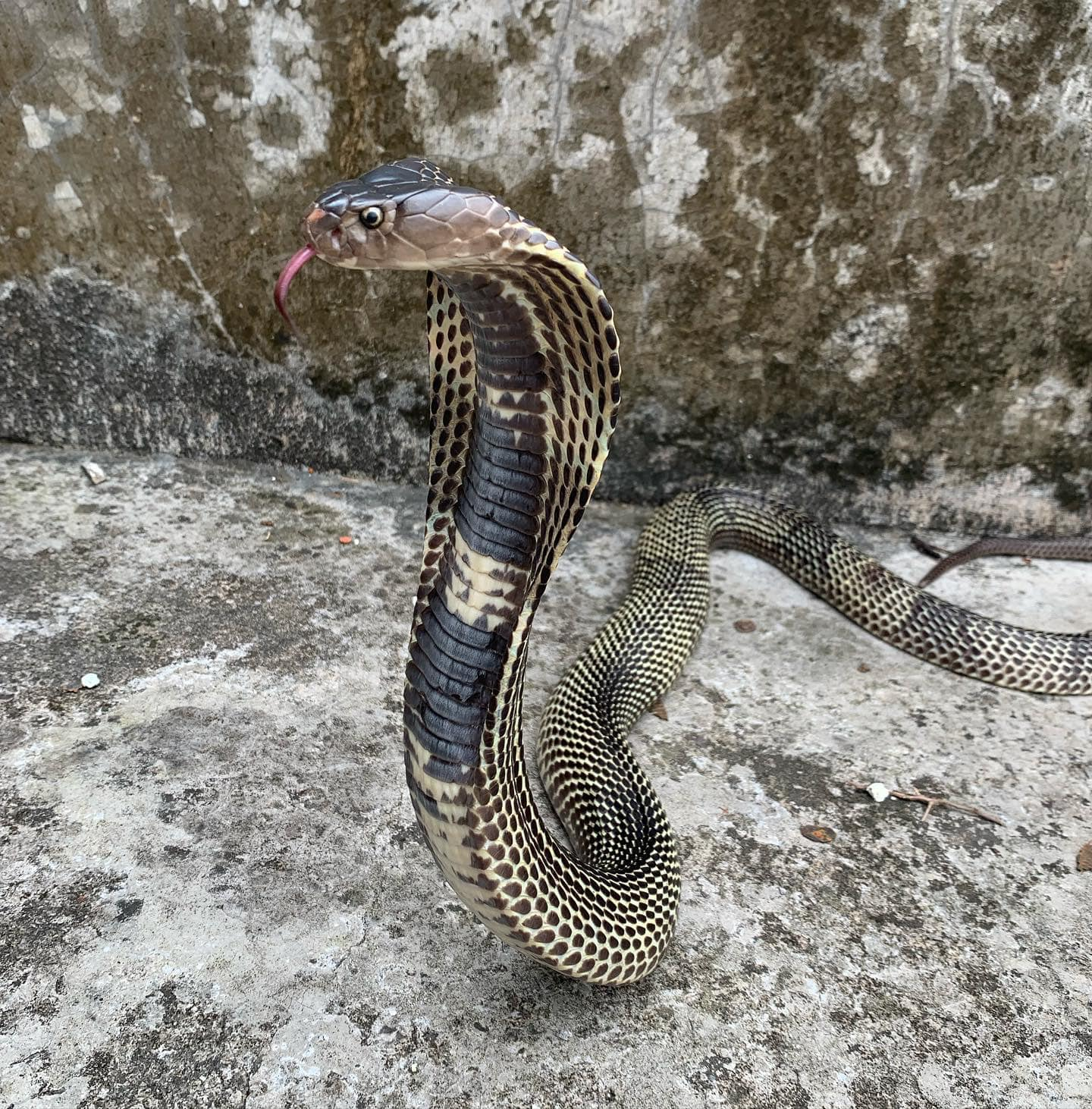
Seitenansicht

Naja mandalayensis ist eine endemisch in der Umgebung von Mandalay in Myanmar vorkommende Speikobra, die der Gattung der Echten Kobras (Naja) angehört.

## Systematik und Etymologie
Der amerikanische Herpetologe Joseph B. Slowinski entdeckte gemeinsam mit dem deutsch-britischen Herpetologen Wolfgang Wüster im Rahmen von Schlangenforschungen in Myanmar in der Gegend um Mandalay einige Kobras, die sich durch das Fehlen des monokelartigen Ornaments auf der Haube von der im gleichen Gebiet vorkommenden Monokelkobra (Naja kaouthia) deutlich unterschieden. Außerdem bemerkten die Forscher, dass die Schlange bei Annäherung Gift gezielt in Richtung der Störungsquelle spuckte, eine Handlungsweise, zu der die Monokelkobra nicht in der Lage ist.
Mit Hilfe von multivariaten Verfahren der morphologischen Kennzeichen sowie Analysen von mtDNA-Sequenzen bestätigte sich die Unterscheidbarkeit einer neuen Spezies. Die phylogenetische Analyse der mtDNA-Daten zeigte außerdem, dass die neue Art unter den Kobra-Arten des südostasiatischen Festlandes am engsten mit der Siamesischen Speikobra (Naja siamensis) zusammenhängt.
Der Artname mandalayensis bezieht sich auf das Vorkommensgebiet der Art in der Gegend um Mandalay. Im englischen Sprachgebrauch wird die Art deshalb als Mandalay spitting cobra oder Burmese spitting cobra bezeichnet.

## Beschreibung
Ausgewachsene Individuen von Naja mandalayensis erreichen eine durchschnittliche Länge von 70 Zentimetern, maximal 1,2 Meter. Die Färbung der Schlangen variiert von Gelbbraun oder Hellgrau bis zu Dunkelgrau. Die Oberseite ist oftmals dunkelbraun marmoriert, die Kopfschuppen sind groß. Die Unterseite von Kinn und Hals ist schwärzlich, teils fleckig und meist von zwei bis drei breiten, hellen Bändern durchbrochen. Die restliche Unterseite ist cremig weiß gefärbt. Ein Sexualdimorphismus besteht nicht. Wie die meisten Kobras vermag sie ihren Nacken zu einem Halsschild zu spreizen, der im Gegensatz zu vielen anderen Kobraarten nicht mit Ornamenten geschmückt ist. Die langgestreckten Nackenrippen ermöglichen es der Kobra, den Vorderhals zu einer breiten Kapuze zu erweitern. Der Ausgang des Giftkanals im Fangzahn ist nach vorne gebogen sowie kleiner und enger als bei nicht-speienden Kobras. Somit fungiert die Austrittsöffnung wie bei den meisten Speikobras als Düse und ermöglicht das Speien des Giftes zur Verteidigung gegen Feinde.

## Ähnliche Arten
Aufgrund des Fehlens eines Ornaments auf dem Halsschild ist Naja mandalayensis leicht von der farblich sonst ähnlichen Monokelkobra zu unterscheiden.

## Toxizität
Zur Verteidigung gegen Feinde speit Naja mandalayensis einen gezielten Giftstrahl in Richtung der Augen des Feindes oder beißt bei weiterer Annäherung zu. Jeder Biss durch die Schlange sollte für einen Menschen als potentiell lebensbedrohlich eingestuft werden. Es wurden postsynaptische Neurotoxine und unbestimmte Nekrotoxine im Gift gefunden. Unbehandelt sterben etwa 10 % der Patienten. An den Bissstellen kommt es sofort zu lokalen Effekten mit starken Schmerzen, Schwellungen, Blasenbildung und Nekrosen. Die Patienten zeigen Kopfschmerzen, Übelkeit, Erbrechen, abdominelle Schmerzen, Durchfall, Schwindel, Kreislaufstörungen und Krämpfe bis zum Kollaps. Es kann zu Lähmungen (Ptosis, Nacken-, Kopf- und Schluckmuskeln) kommen. Ein Nierenschaden ist nicht auf das Gift zurückzuführen, sondern ein sekundärer Schaden. Die Nekrosen können teilweise nach einer Woche auch die Sehnen betreffen. Die Kompressionsmethode ist nicht anzuwenden, da es die Wirkung auf das Gewebe verstärkt. Bei auftretenden Atemstörungen ist der Patient sofort zu intubieren und zu beatmen. Bei Kontakt des Giftes mit den Augen sind diese ausreichend zu spülen. Die weiteren Maßnahmen erfolgen symptomatisch. Die Patienten sind mindestens 24 Stunden zu überwachen. Nach Angaben des Giftzentrums in München existiert speziell für Naja mandalayensis kein wirksames Gegengift (Stand 2016).
Untersuchungen, die 2021 von brasilianischen Wissenschaftlern durchgeführt wurden, ergaben, dass im Gift von Naja mandalayensis eine Vielzahl von Drei-Finger-Toxinen (Kardiotoxinen) und Metalloproteasen enthalten sind. Weniger reichlich vorhanden, jedoch noch repräsentativ waren zysteinreiche sekretorische Proteine, L-Aminosäureoxidasen und Phospholipasen A2. Weitere Komponenten waren vorhanden, wurden jedoch in geringeren Konzentrationen nachgewiesen. Die Ergebnisse der Untersuchungen sollen für Vergleiche zwischen den vielfältigen Giftproteinen von Kobraarten herangezogen werden und so die Möglichkeit zur Entwicklung von wirksamen Antivenomen dienen.

## Verbreitung und Lebensraum
Naja mandalayensis lebt endemisch in einem etwa 18.500 Quadratkilometer großen Gebiet in Teilen der Regionen Mandalay, Magwe und Sagaing im Norden von Myanmar. Die Schlange besiedelt überwiegend trockene und offene Wälder und buschige Graslandschaften.

## Lebensweise
Naja mandalayensis ist überwiegend dämmerungs- und nachtaktiv. Bei Gefahr ist sie in der Lage, Gift in Richtung eines Angreifers zu speien. Sie ist sehr aggressiv, spuckt bereits bei geringen Störungen Gift und untermalt die Verteidigungsaktion mit schrillen Zischlauten. Das Gift wird zielsicher bis auf eine Distanz von ca. zwei Metern in das Gesicht des Feindes gespien. Die Art pflanzt sich durch Oviparie (eierlegend) fort.

## Gefährdung
Aufgrund des relativ begrenzten Lebensraums in Myanmar wird Naja mandalayensis von der Weltnaturschutzorganisation IUCN als „Vulnerable = gefährdet“ klassifiziert.